# オリオン (日本の製菓業者)

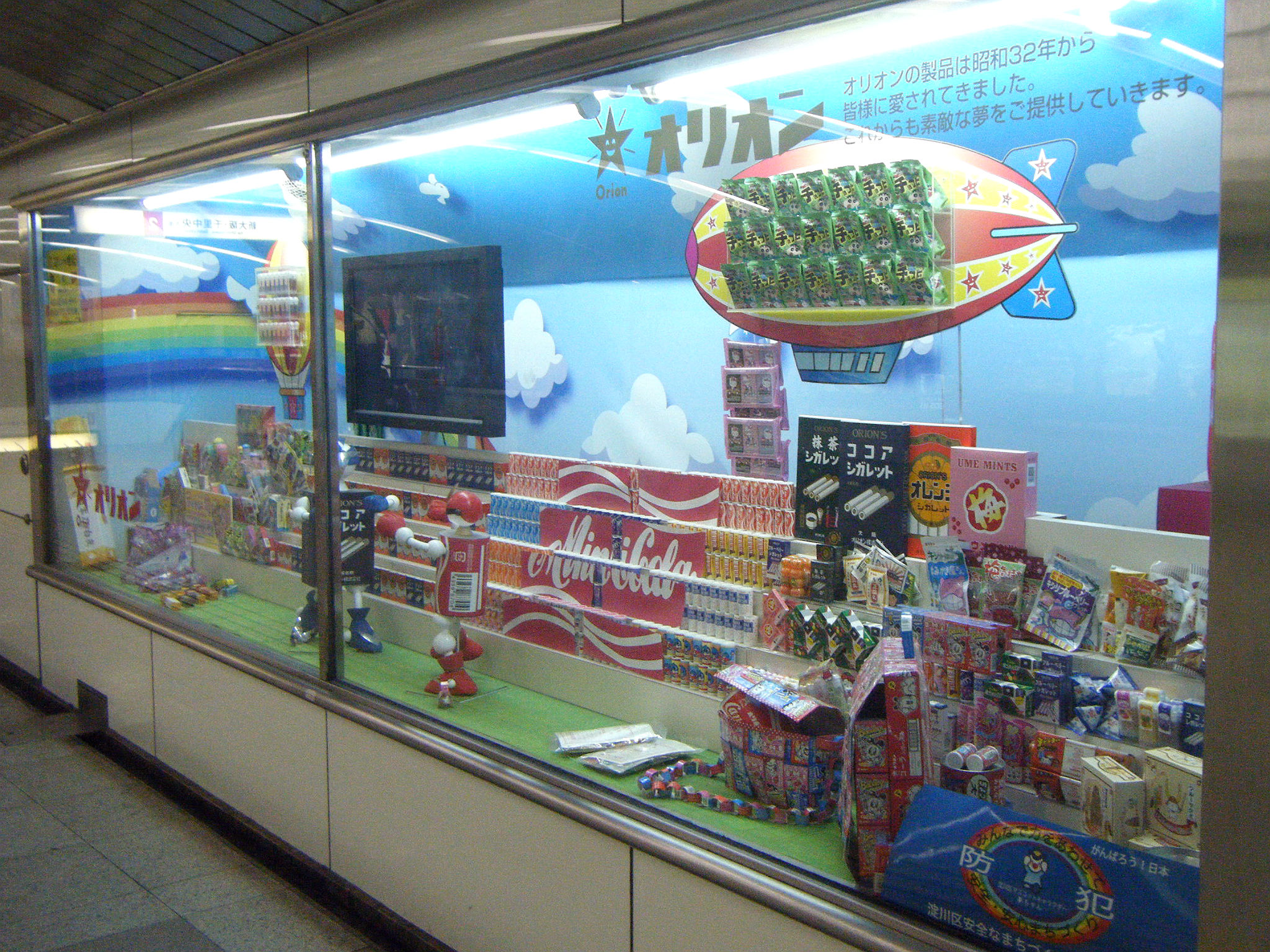
ショーウィンドー
(大阪市営地下鉄梅田駅･北改札内)

オリオン株式会社（Orion Co.,Ltd.）は、大阪府大阪市淀川区に本社を置く、主にタブレットタイプの菓子を中心に製造している菓子メーカーである。

## 会社概要
関西を地盤とする菓子メーカーの一つ。主にラムネやミンツなどのタブレット菓子や、1951年に発売され、同社を代表するロングセラー商品「ココアシガレット」のようにタバコを模した砂糖菓子などを中心に長年製造を続けていることで知られる。特に駄菓子屋向けに強い。
近年では富山の置き薬に代表されるレトロなパッケージを使用した「おくすりやさん」シリーズなどやその一連の菓子を一組セットにした「家庭常備菓子」がそのパロディさから人気を呼んでいる。また地下鉄御堂筋線梅田駅北口には、同社が扱う菓子を並べたショーウインドーも存在する。
倒産・廃業が相次ぐ駄菓子屋メーカーの中にあって、「子供が手の届く1個30円という価格を守り続けてきた」と、現在もその地位に甘んじることなく新製品の開発を続けており、またテレビや雑誌等で同社が取り上げられる機会も多い。なお、電機メーカーのオリオン電機とは社名が似ているが一切無関係。

## 沿革
- 1948年
  - 9月 - 大阪市内で創業、ココアシガレットの元となる菓子を製造
- 1951年 - ココアシガレット発売[1]
- 1952年 - ココアシガレットが現在のデザインで発売[2]
- 1957年
  - 1月10日 -  資本金100万円で株式会社へ改組。大阪市北区河内町に設立、初代社長・長谷川勝也が就任
- 1970年
  - 10月 -  本社を十三（現在地）へ移転、十三工場を改築し、事務所を新築
- 1978年
  - 11月 - ミニコーラ発売
- 1984年 - ミニシリーズ自動包装ライン設置（本社工場）
- 1986年
  - 5月 - 小西靖介が代表取締役社長に就任
- 1991年
  - 10月 - シガレット自動包装化、製法を一新、ラインを富山に設置[3]
- 1995年
  - 8月 - 大阪市営地下鉄梅田駅にショーウインドー設置
- 2008年 - 創業60周年を迎える
- 2012年
  - 5月 - 小西靖介が代表取締役会長に就任、小西靖宏が同社長に就任
- 2013年
  - 3月 - きかんしゃトーマスグミ発売
  - 8月 - リトル・チャロミニリンゴ発売
- 2014年
  - 3月 - 豆しばカラーラムネ発売
- 2016年
  - 3月 - ちびロボ!ココアシガレット発売
- 2017年
  - 2月 - ミニサポーターラムネ発売（公益財団法人 日本サッカー協会）

## 主な製品

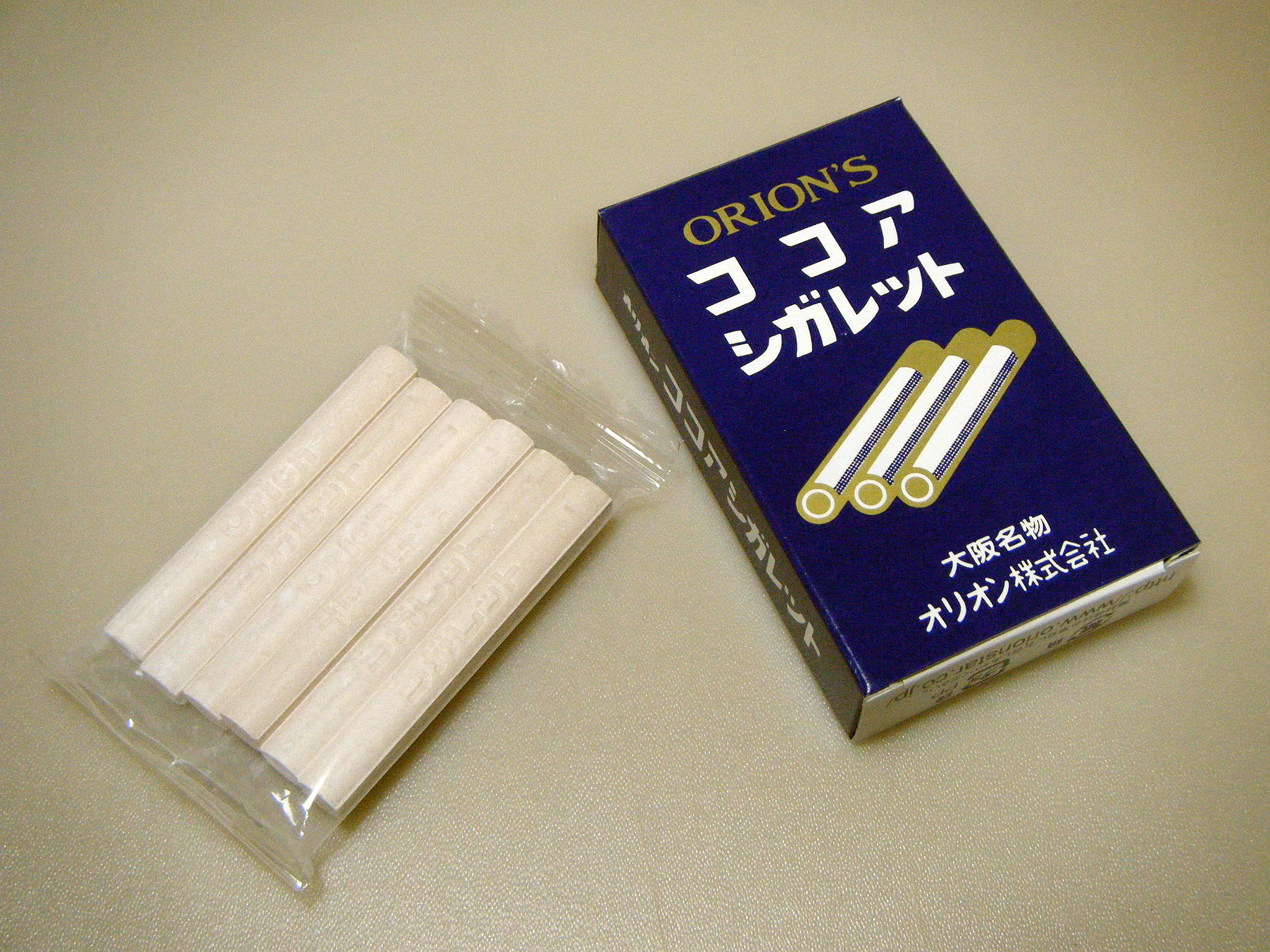
ココアシガレット

- ミニシリーズ
  - ミニコーラ
- シガレットシリーズ
  - ココアシガレット
- ミンツシリーズ
- バラエティシリーズ
  - おしりたんていおしりラムネ[4]
  - 肉球ラムネ[5]
  - ミニビタCグミ[6]
  - トミカグミ[7]
  - プラレールグミ[8]
- クレヨンしんちゃんシリーズ[9]
- こんなんありまっせシリーズ[10]

など